# Albert Herman
Albert Herman (Troy, 22 de febrer de 1887 - Los Angeles, 28 de setembre de 1958) va ser un director de cinema, productor, guionista i actor estatunidenc. Herman va ser un director prolífic, treballant principalment en pel·lícules de baix pressupost per a empreses com Producers Releasing Corporation.

## Filmografia

### Actor
- 1914 : The Atonement
- 1914 : Snakeville's New Waitress
- 1914 : When Slippery Slim Met the Champion
- 1914 : Broncho Billy's Mother
- 1914 : Slippery Slim and the Impersonator
- 1914 : Broncho Billy's Double Escape
- 1914 : Broncho Billy's Judgment
- 1921 : Love and War
- 1928 : After the Squall

### Director
- 1921 : The Golfer
- 1921 : Say It with Flowers
- 1921 : Love and War
- 1922 : Try and Get It
- 1922 : Atta Boy
- 1922 : Hicksville's Romeo
- 1922 : Cured
- 1922 : The Cabby
- 1922 : Just Dogs
- 1922 : True Blue
- 1922 : A Small Town Derby
- 1922 : Me and My Mule
- 1923 : The American Plan
- 1923 : Hee Haw
- 1923 : Farm Follies
- 1923 : The Home Plate
- 1923 : Game Hunters
- 1923 : A Spooky Romance
- 1923 : Vamped
- 1923 : Oh! Nursie!
- 1923 : Fare Enough
- 1923 : Hold On
- 1923 : Buddy at the Bat
- 1923 : Back to Earth
- 1923 : Bringing Up Buddy
- 1923 : One Exciting Day
- 1923 : A Regular Boy
- 1923 : Don't Scream
- 1923 : Fashion Follies
- 1923 : Golfmania
- 1923 : Down to the Ship to See
- 1923 : She's a He
- 1923 : A Corn-Fed Sleuth
- 1923 : My Pal
- 1923 : Buckin' the Line
- 1924 : The Rich Pup
- 1924 : You Are Next
- 1924 : Quit Kidding
- 1924 : A Young Tenderfoot
- 1924 : The Racing Kid
- 1924 : Happy Days
- 1924 : Trailing Trouble
- 1924 : Sailor Maids
- 1924 : Please, Teacher!
- 1924 : Starving Beauties
- 1924 : Scared Stiff
- 1924 : Eat and Run
- 1924 : Mind the Baby
- 1924 : The Trouble Fixer
- 1924 : Snappy Eyes
- 1924 : The Nickel-Plated West
- 1924 : Dancing Daisies
- 1924 : A Movie Mad Maid
- 1925 : Nobody Works But Father
- 1925 : Slick Articles
- 1925 : Dry Up
- 1925 : Spooky Spooks
- 1926 : Three Fleshy Devils
- 1926 : Try and Do It
- 1926 : Fighting Fool
- 1926 : Beyond the Trail
- 1926 : Punches and Perfume
- 1926 : Sawdust Baby
- 1926 : Look Out Below
- 1926 : Flying Papers
- 1926 : Blue Black
- 1927 : Even Up
- 1927 : Curses
- 1927 : The Speed Hound
- 1927 : Hot Tires
- 1927 : Weak Knees
- 1927 : Lost in a Pullman
- 1927 : Custard's Last Stand
- 1927 : Mickey's Circus
- 1927 : Wanderers of the Waistline
- 1927 : Mickey's Pals
- 1927 : Tanks of the Wabash
- 1927 : Mickey's Eleven
- 1927 : Mickey's Battle
- 1927 : 3 Missing Links
- 1928 : Mickey's Parade
- 1928 : A Social Error
- 1928 : Mickey in School
- 1928 : All Washed Up
- 1928 : Rah! Rah! Rexie!
- 1928 : Too Many Hisses
- 1928 : Mickey's Nine
- 1928 : Top Hats
- 1928 : Mickey's Little Eva
- 1928 : Are Husbands People?
- 1928 : My Kingdom for a Hearse
- 1928 : After the Squall
- 1928 : Mickey's Wild West
- 1928 : Restless Bachelors
- 1928 : Silk Sock Hal
- 1928 : Home Meal
- 1928 : Mickey's Triumph
- 1928 : Mickey's Rivals
- 1928 : Mickey the Detective
- 1928 : Mickey's Athletes
- 1928 : Mickey's Big Game Hunt
- 1929 : Mickey's Great Idea
- 1929 : Mickey's Explorers
- 1929 : Mickey's Menagerie
- 1929 : Mickey's Last Chance
- 1929 : Mickey's Brown Derby
- 1929 : Mickey's Northwest Mounted
- 1929 : Mickey's Initiation
- 1929 : Mickey's Midnite Follies
- 1929 : Mickey's Surprise
- 1929 : Mickey's Mix-Up
- 1929 : Mickey's Big Moment
- 1929 : Mickey's Strategy
- 1930 : Mickey's Champs
- 1930 : Mickey's Master Mind
- 1930 : Mickey's Luck
- 1930 : Mickey's Whirlwinds
- 1930 : Mickey's Warriors
- 1930 : Mickey the Romeo
- 1930 : Mickey's Merry Men
- 1930 : Mickey's Winners
- 1930 : Mickey's Musketeers
- 1930 : Mickey's Bargain
- 1931 : Mickey's Stampede
- 1931 : Mickey's Crusaders
- 1931 : Mickey's Rebellion
- 1931 : Mickey's Diplomacy
- 1931 : Mickey's Wildcats
- 1931 : Mickey's Thrill Hunters
- 1931 : Sporting Chance
- 1932 : Exposed
- 1933 : The Whispering Shadow
- 1933 : The Big Chance
- 1934 : Twisted Rails
- 1935 : Speed Limited
- 1935 : Big Boy Rides Again
- 1935 : Million Dollar Haul
- 1935 : The Drunkard
- 1935 : The Cowboy and the Bandit
- 1935 : What Price Crime?
- 1935 : Danger Ahead
- 1935 : Western Frontier
- 1935 : Trails End
- 1935 : Hot Off the Press
- 1935 : Gun Play
- 1936 : The Broken Coin
- 1936 : Blazing Justice
- 1936 : Outlaws of the Range
- 1936 : The Amazing Exploits of the Clutching Hand
- 1936 : The Black Coin
- 1936 : Bars of Hate
- 1937 : Valley of Terror
- 1937 : Renfrew of the Royal Mounted
- 1938 : Rollin' Plains
- 1938 : On the Great White Trail
- 1938 : The Utah Trail
- 1938 : Starlight Over Texas
- 1938 : Where the Buffalo Roam
- 1938 : Song of the Buckaroo
- 1939 : Sundown on the Prairie
- 1939 : Rollin' Westward
- 1939 : The Man from Texas
- 1939 : Down the Wyoming Trail
- 1940 : Rhythm of the Rio Grande
- 1940 : Pals of the Silver Sage
- 1940 : The Golden Trail
- 1940 : Rainbow Over the Range
- 1940 : Roll, Wagons, Roll
- 1940 : Arizona Frontier
- 1940 : Take Me Back to Oklahoma
- 1940 : Rolling Home to Texas
- 1941 : The Pioneers
- 1941 : Gentleman from Dixie
- 1942 : The Dawn Express
- 1942 : A Yank in Libya
- 1942 : Miss V from Moscow
- 1942 : The Rangers Take Over
- 1943 : Bad Men of Thunder Gap
- 1944 : Shake Hands with Murder
- 1944 : Delinquent Daughters
- 1944 : Rogues' Gallery
- 1945 : The Phantom of 42nd Street
- 1945 : The Missing Corpse
- 1950 : The Cisco Kid (sèrie TV)

### Guionista
- 1945 : The Phantom of 42nd Street
- 1922 : Hicksville's Romeo
- 1922 : True Blue
- 1923 : The American Plan
- 1923 : Buddy at the Bat
- 1923 : Bringing Up Buddy
- 1924 : Quit Kidding
- 1924 : Please, Teacher!
- 1924 : Dancing Daisies
- 1936 : The Black Coin

### Productor
- 1926 : Try and Do It
- 1926 : Fighting Fool
- 1926 : Punches and Perfume
- 1926 : Look Out Below
- 1926 : Blue Black
- 1927 : Even Up
- 1931 : Sporting Chance
- 1934 : Inside Information
- 1937 : Renfrew of the Royal Mounted
- 1938 : On the Great White Trail
- 1941 : Riot Squad
- 1944 : Shake Hands with Murder
- 1944 : Delinquent Daughters
- 1944 : Rogues' Gallery